# Protonilus Mensae
Protonilus Mensae es el nombre de un área geográfica de Marte, ubicado en el cuadrángulo Ismenius Lacus.  Está centrado en las coordenadas de 43.86° N y 49.4° E.  Sus longitudes occidentales y orientales son 37° E y 59.7° E.  Latitudes del norte y del sur son 47.06° N y 39.87° N. Protonilus Mensae está entre Deuteronilus Mensae y Nilosyrtis Mensae; todos se encuentran a lo largo del límite de la dicotomía marciana. Su nombre fue adaptado por el IAU en 1973.
La superficie se describe como terreno degradado. Este terreno contiene acantilados, mesetas y amplios valles planos. Se cree que las características de la superficie fueron causadas por glaciares cubiertos de escombros. Estos glaciares se denominan delantales de escombros lobulados (LDA) cuando rodean montículos y mesetas. Cuando los glaciares están en valles, se les llama relleno de valle lineal (LVF). Partes de la superficie muestran patrones de flujo que comienzan en numerosos nichos ubicados dentro de las paredes de las mesetas. Los pequeños lóbulos de flujo en la parte superior de los flujos principales demuestran que hubo más de un período glacial, al igual que en la Tierra.  Se cree firmemente que debajo de una fina capa de roca y polvo se encuentran vastas reservas de hielo.  Los datos de radar del SHAllow RADar (SHARAD) a bordo del MRO han encontrado hielo puro bajo LDA y LVF.
Algunos lugares en Protonilus Mensae muestran líneas de pozos. Estos pozos pueden haberse formado cuando el hielo molido se convirtió en gas, dejando así un vacío. Cuando el material de la superficie se colapsa en huecos, se crean hoyos.

## Dunas

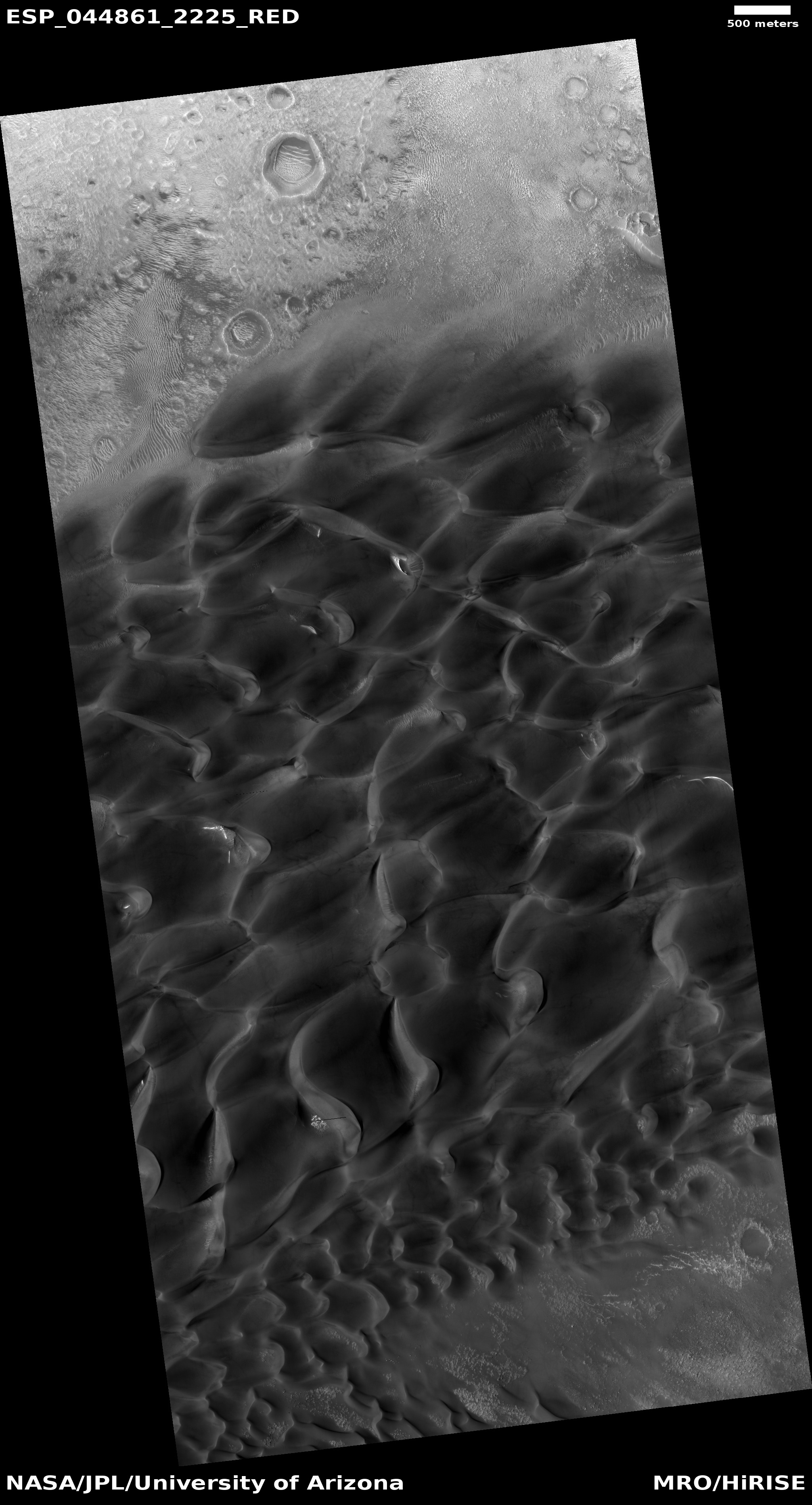
Vista amplia de dunas en Moreux Cráter, foto por HiRISE y su programa HiWish
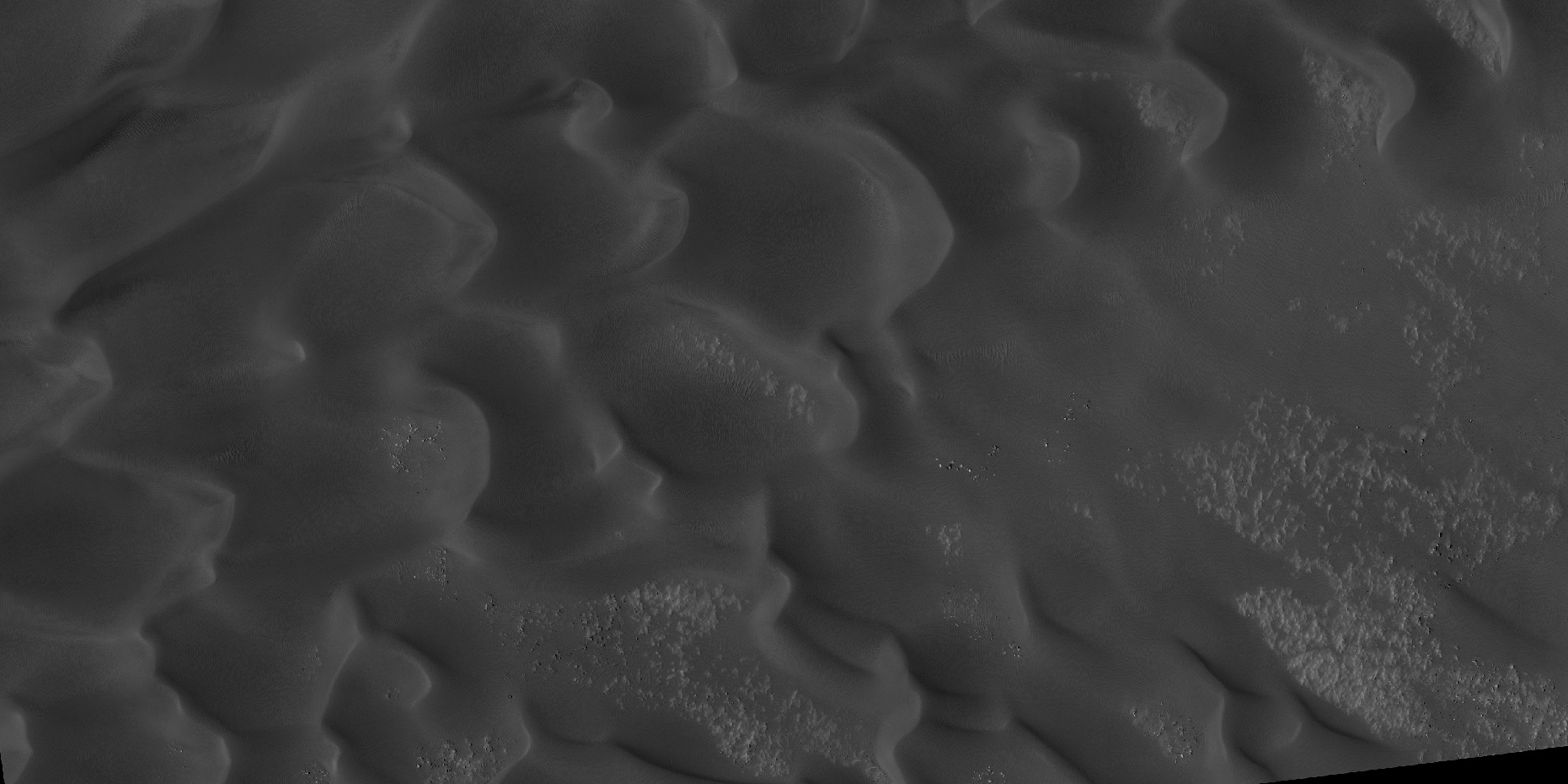
Vista ampliada de dunas en el fondo de la imagen anterior
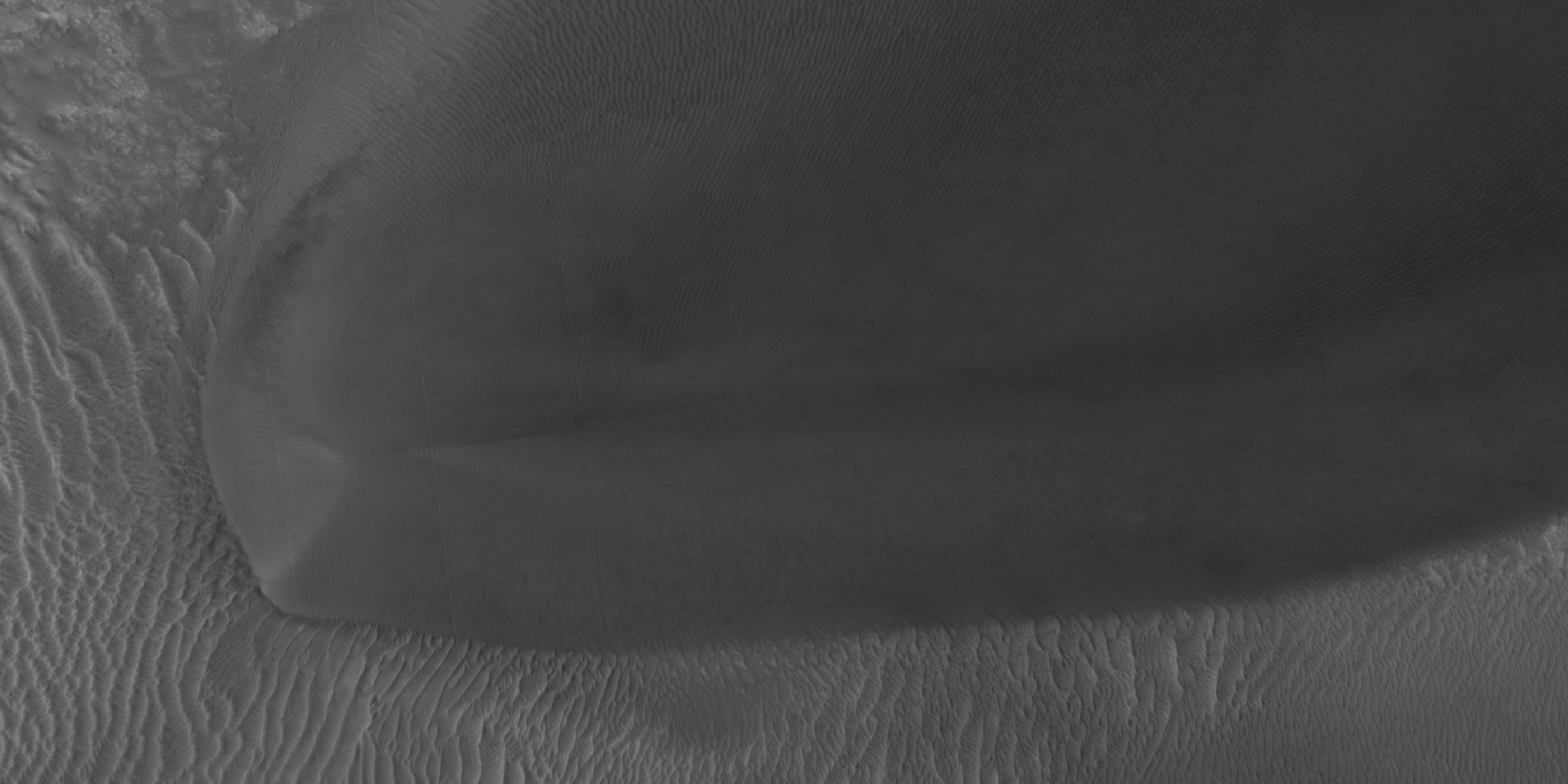
Vista cercana de una duna grande de la misma ubicación
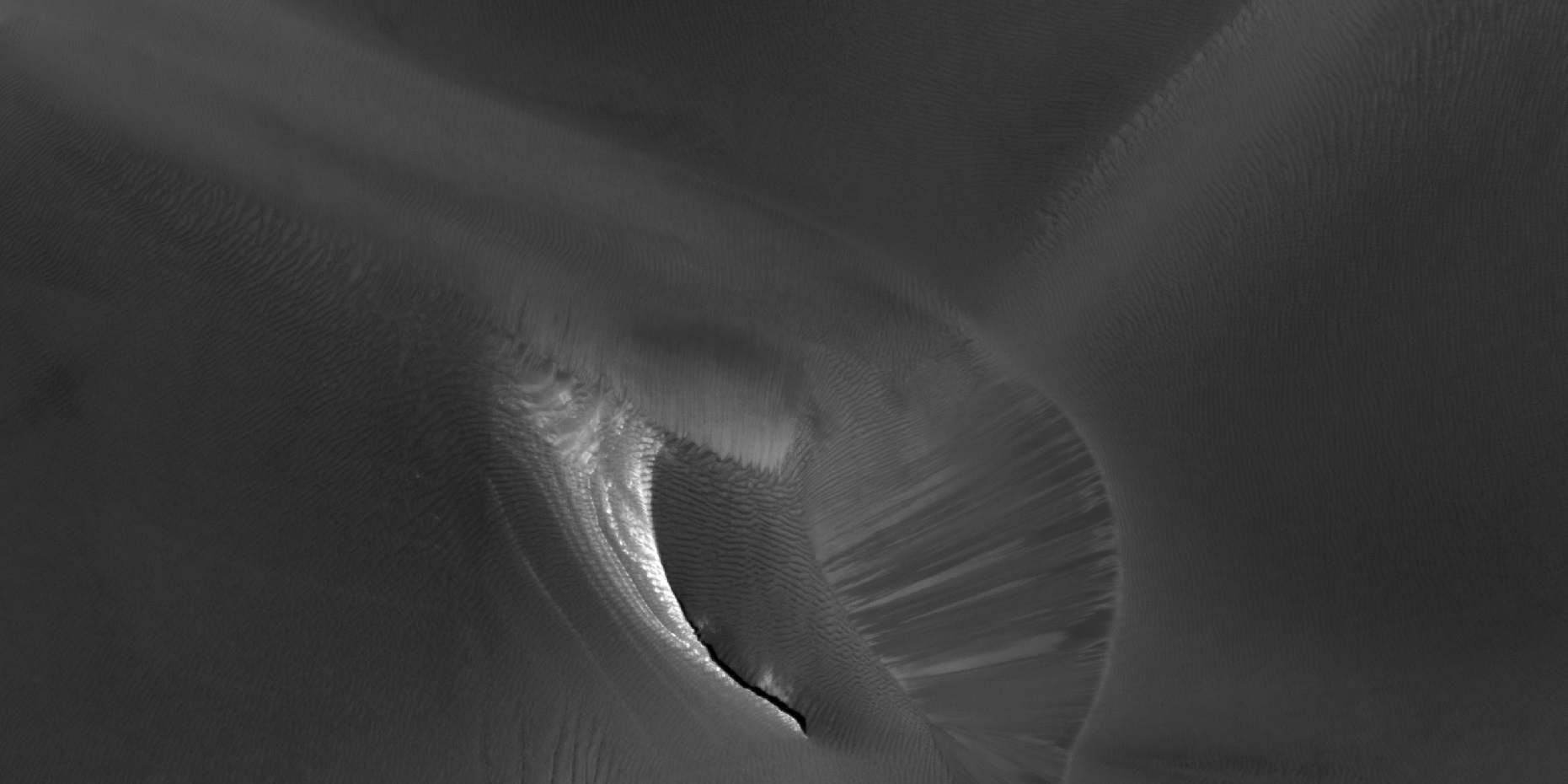
Vista detallada de una mancha blanca entre las dunas oscuras que muestran ondas y rayas

## Cambio de clima hielo causado-características ricas
Se cree que muchas características de Marte, incluidas las de Protonilus Mensae, contienen grandes cantidades de hielo. El modelo más popular para el origen del hielo es el cambio climático a partir de grandes cambios en la inclinación del eje de rotación del planeta. A veces, la inclinación ha sido incluso superior a 80 grados. Los grandes cambios en la inclinación explican muchas características ricas en hielo en Marte.
Los estudios han mostrado que cuándo el tilt de Marte logra 45 grados de su corriente 25 grados, el hielo es ya no estable en los polos.   Además, en este alto tilt, tiendas de dióxido de carbono sólido (hielo seco) sublima, así aumentando la presión atmosférica.  Esto la presión aumentada deja más polvo para ser aguantado en la atmósfera.  Moisture En la atmósfera caerá tan nieve o tan el hielo congelado a granos de polvo.  Los cálculos sugieren que este material concentrará en el mid-latitudes.  Modelos de circulación general del Martian la atmósfera pronostica acumulaciones de hielo-polvo rico en las mismas áreas donde hielo-las características ricas están encontradas.  
Cuándo el tilt empieza para regresar para bajar valores, el hielo sublima (vueltas directamente a un gasistas) y hojas detrás de un lag de polvo.   El lag gorras de depósito el material subyacente tan con cada ciclo de alto tilt niveles, algún hielo-restos de manto rico detrás.   Nota, que la capa de manto de superficie lisa probablemente representa sólo material reciente relativo.

## Terreno cerebral
El terreno cerebral es una región de crestas en forma de laberinto de 3-5 metros de altura. Algunas crestas pueden consistir en un núcleo de hielo, por lo que pueden ser fuentes de agua para futuros colonos.

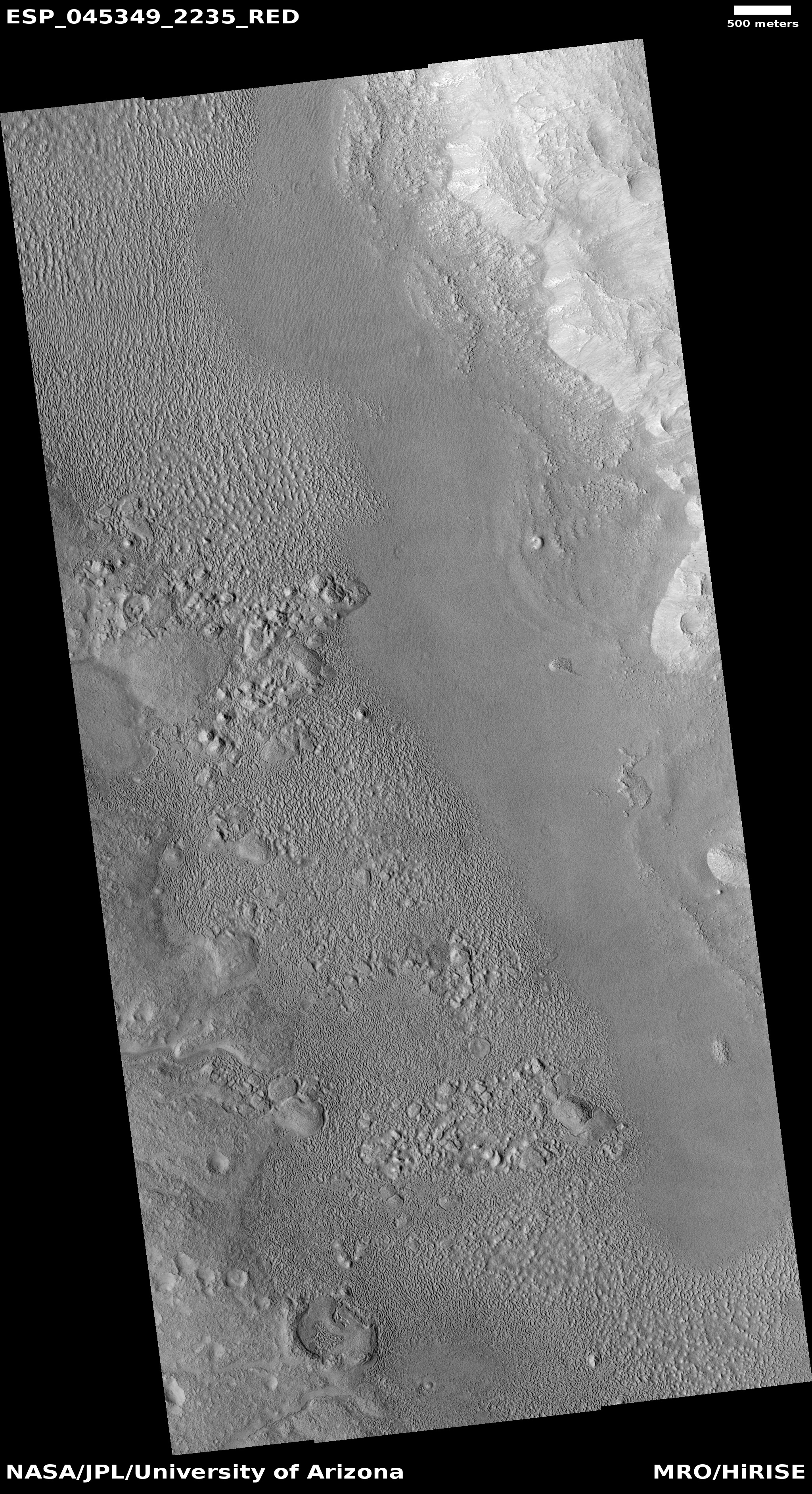
Vista ampliada del terreno cerebral en proceso de formación; imagen por HiRISE y su programa HiWish
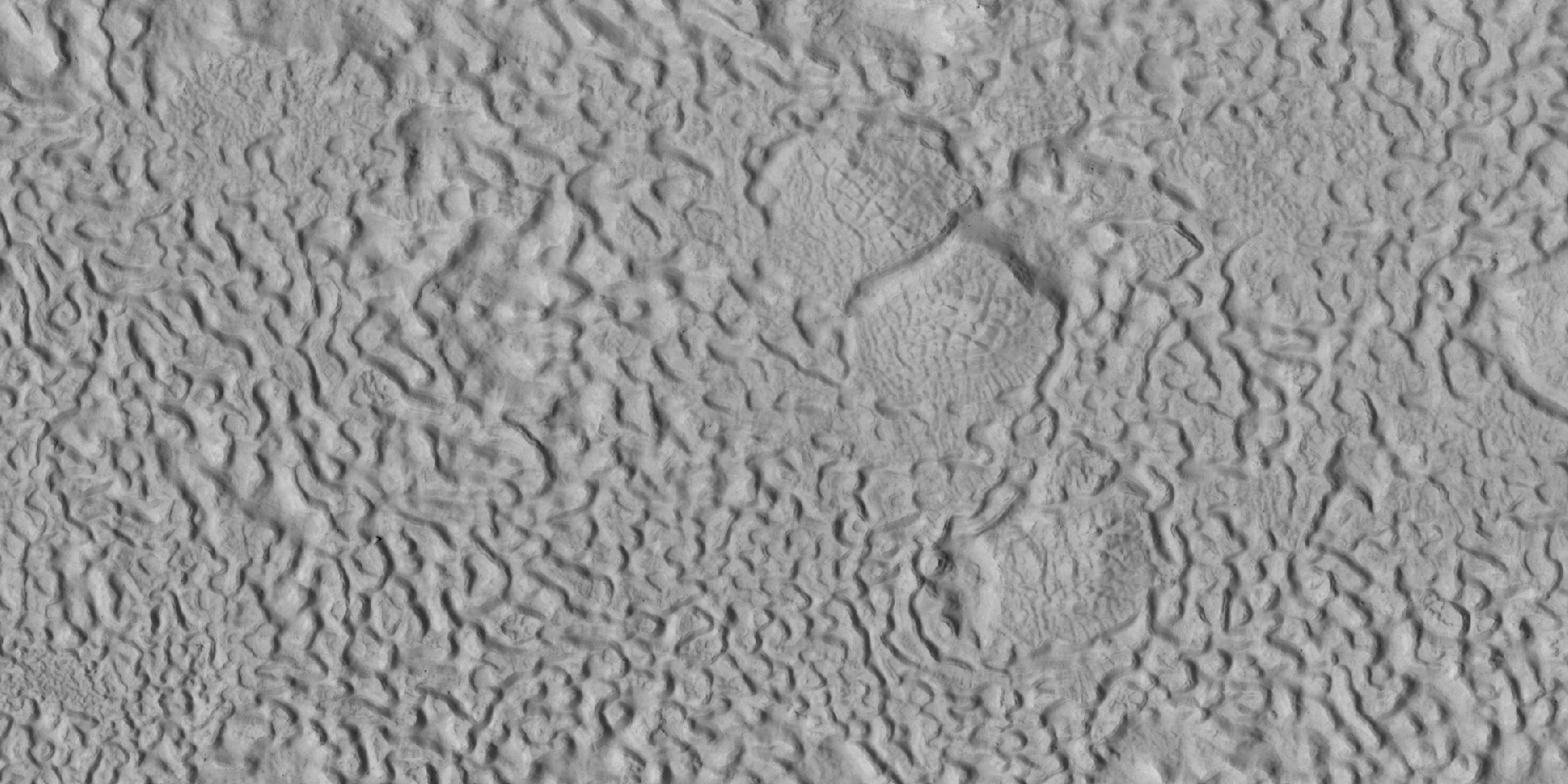
Terreno cerebral en proceso de formación; ampliación de la imagen anterior usando HiView
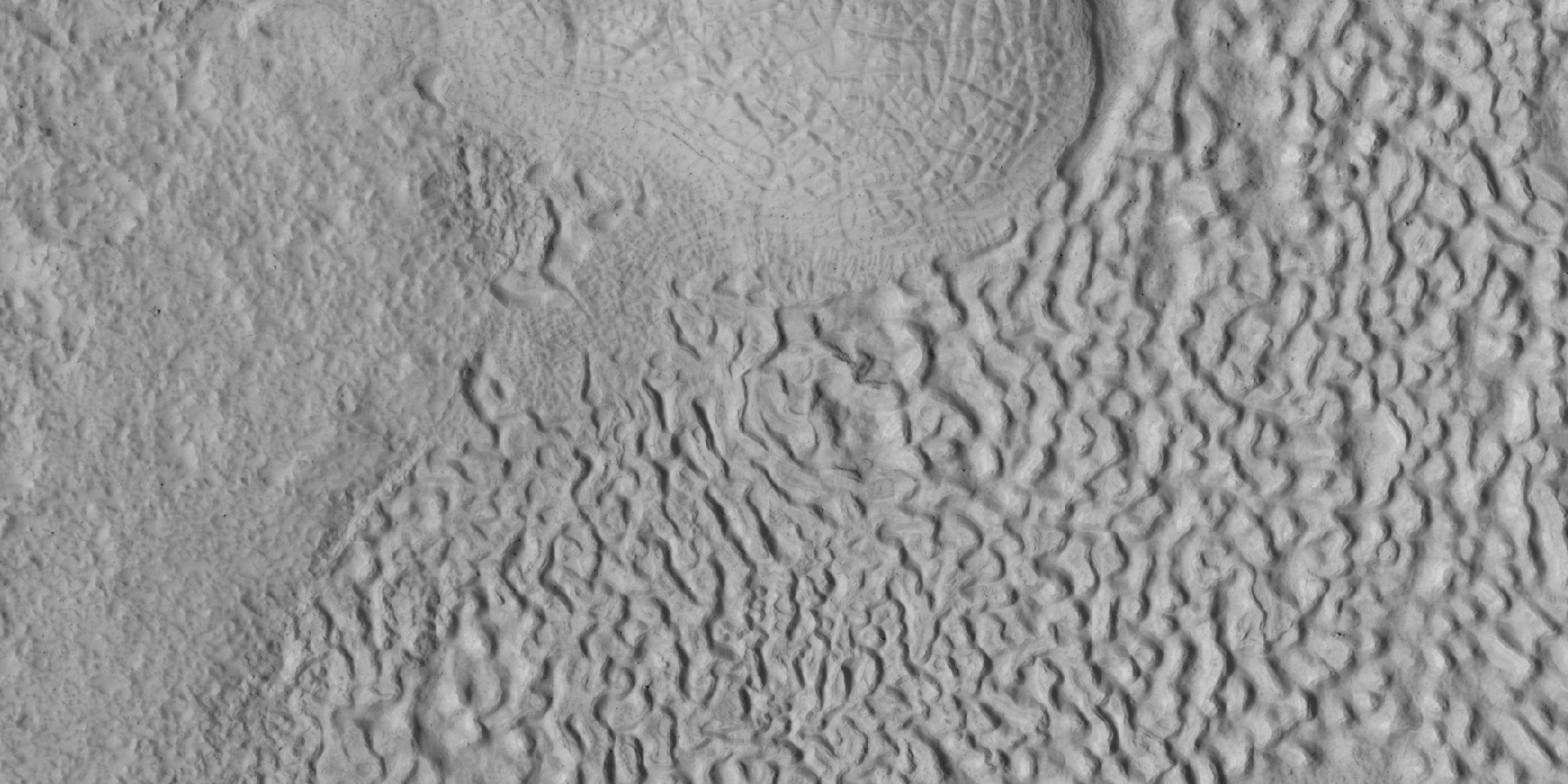
Terreno cerebral en proceso de formación; ampliación de la imagen anterior
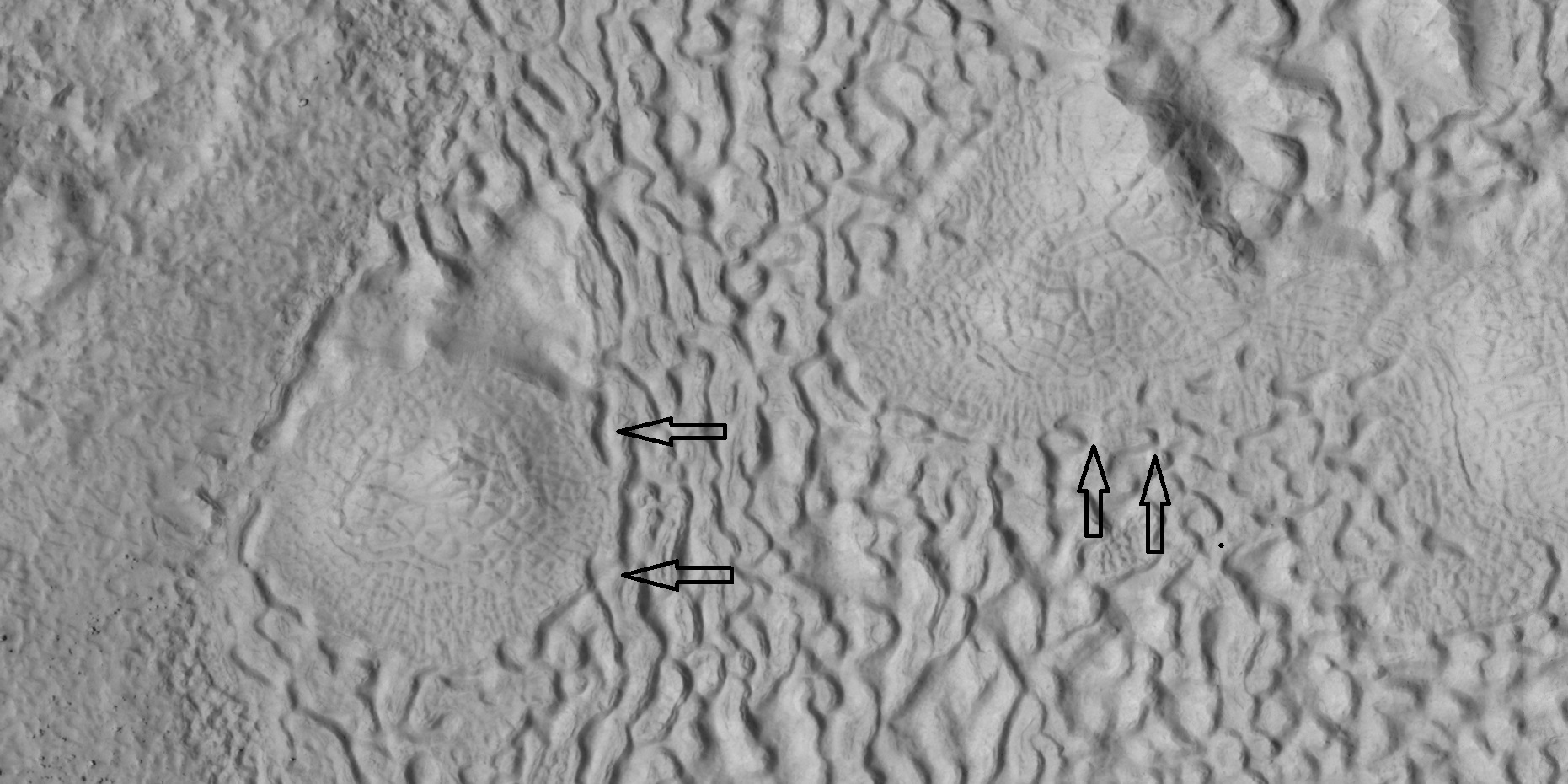
Terreno cerebral en proceso de formación; ampliación de la imagen anterior. Las flechas indican sitios donde el terreno cerebral se está empezando a formar
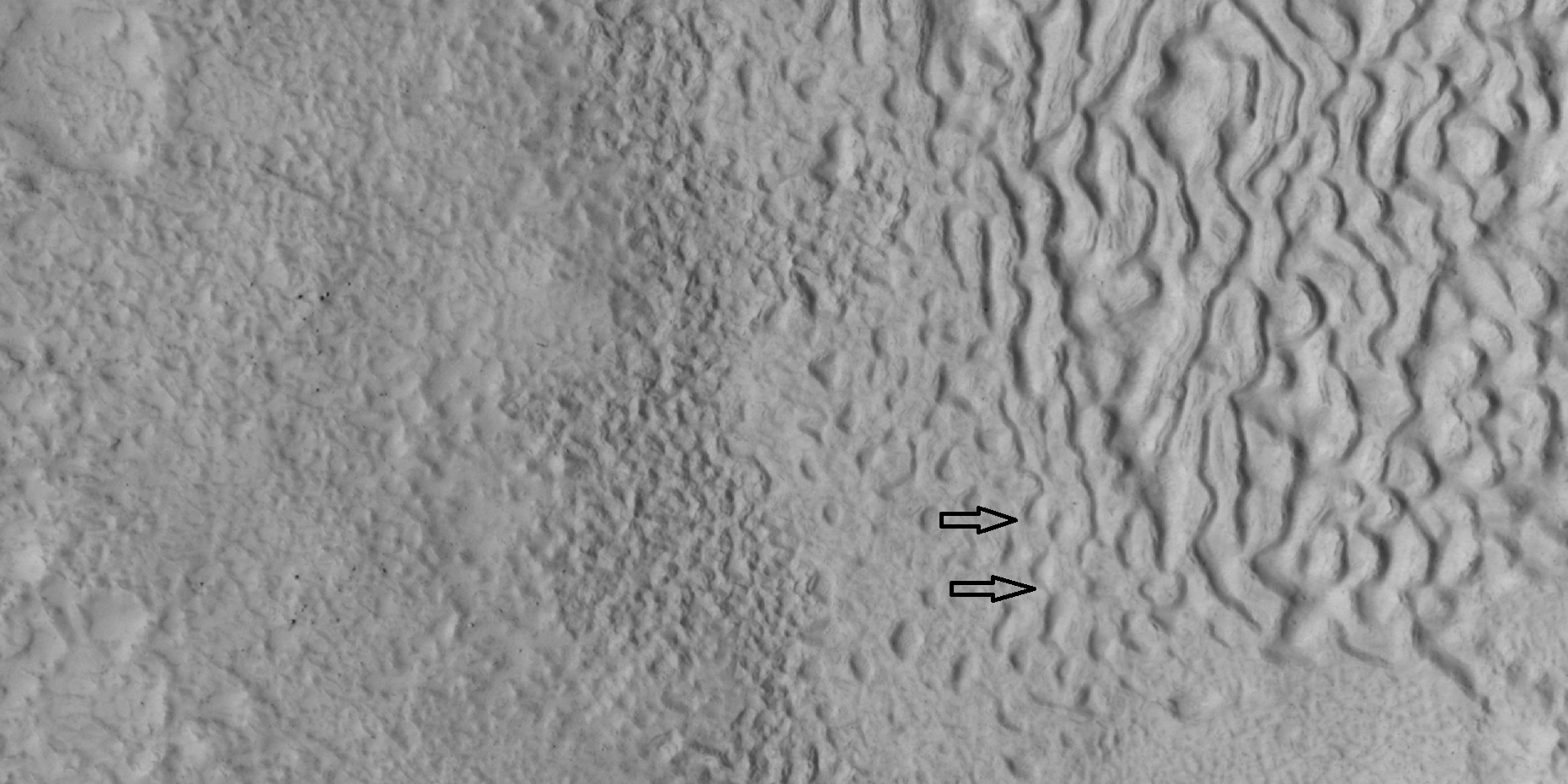
Terreno cerebral en proceso de formación; ampliación de la imagen anterior. Las flechas indican sitios donde el terreno cerebral se está empezando a formar
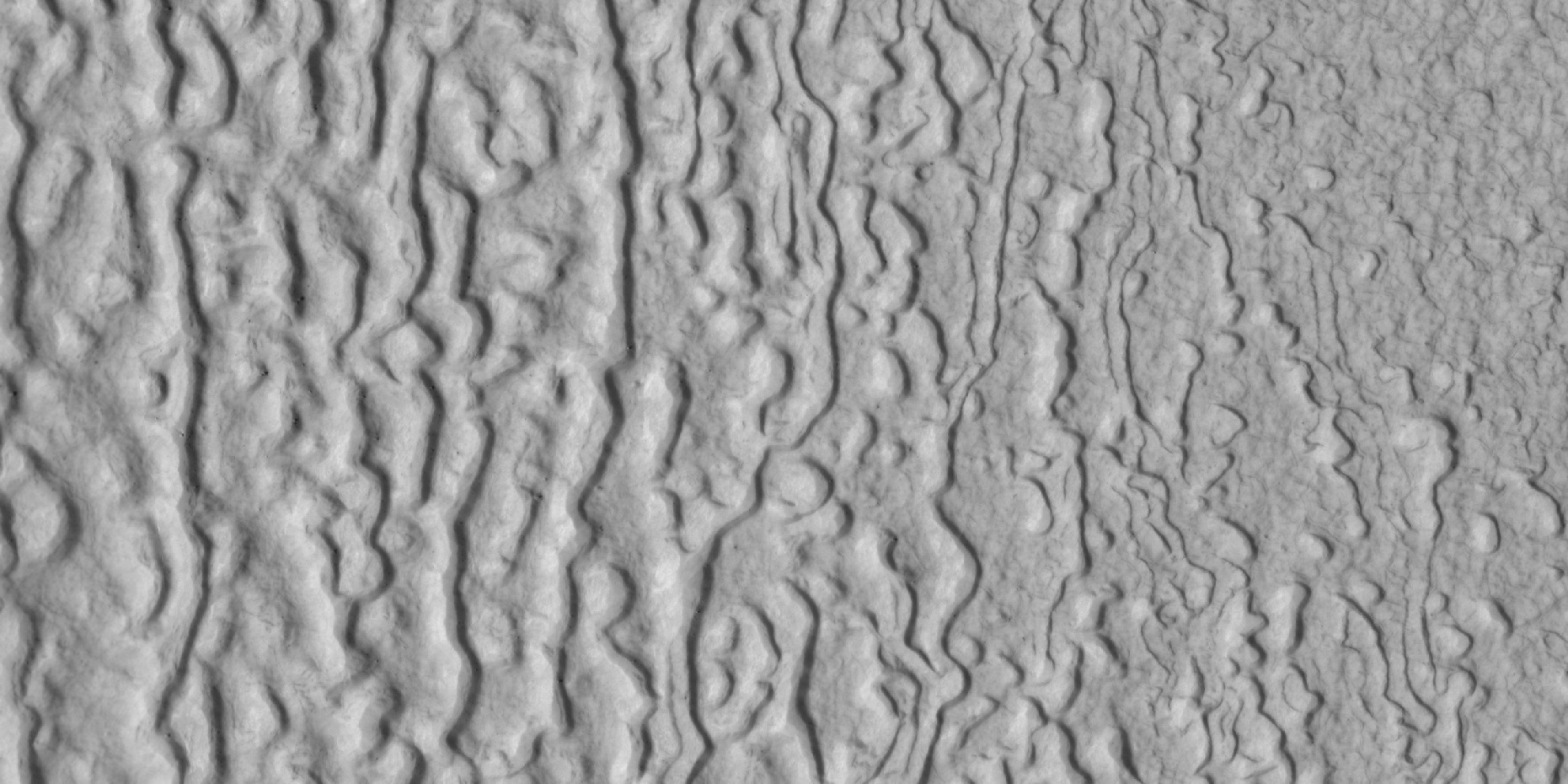
Terreno cerebral en proceso de formación; ampliación de la imagen anterior

## Glaciares

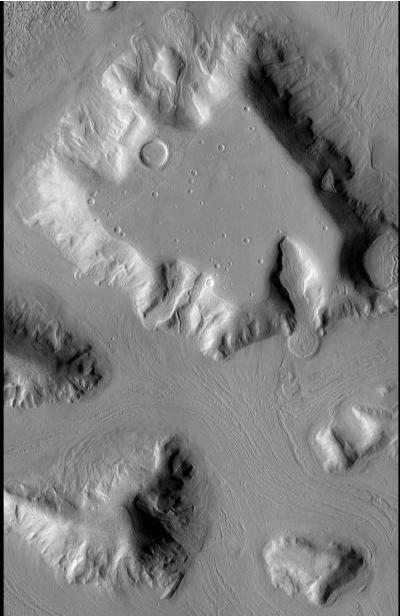
Mesa en el cuadrángulo de Ismenius Lacus, visto por CTX. La mesa tiene varios glaciares erosionándola. Uno de los glaciares se ve con mayor detalle en las siguientes dos imágenes de HiRISE
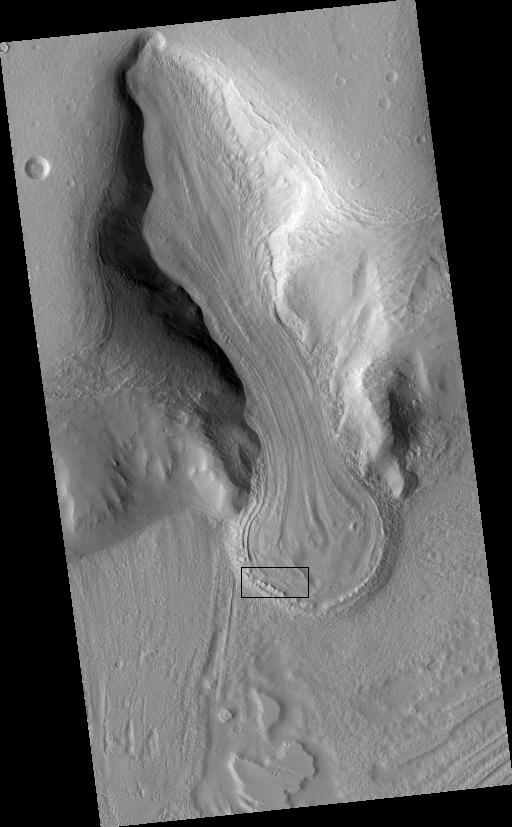
Glaciar visto por HiRISE bajo el programa HiWish. El área en rectángulo se amplía en la siguiente foto. Zona de acumulación de nieve en la cima. El glaciar se mueve valle abajo y luego se extiende por la llanura. La evidencia de flujo proviene de las muchas líneas en la superficie. La ubicación está en Protonilus Mensae en el cuadrilátero Ismenius Lacus
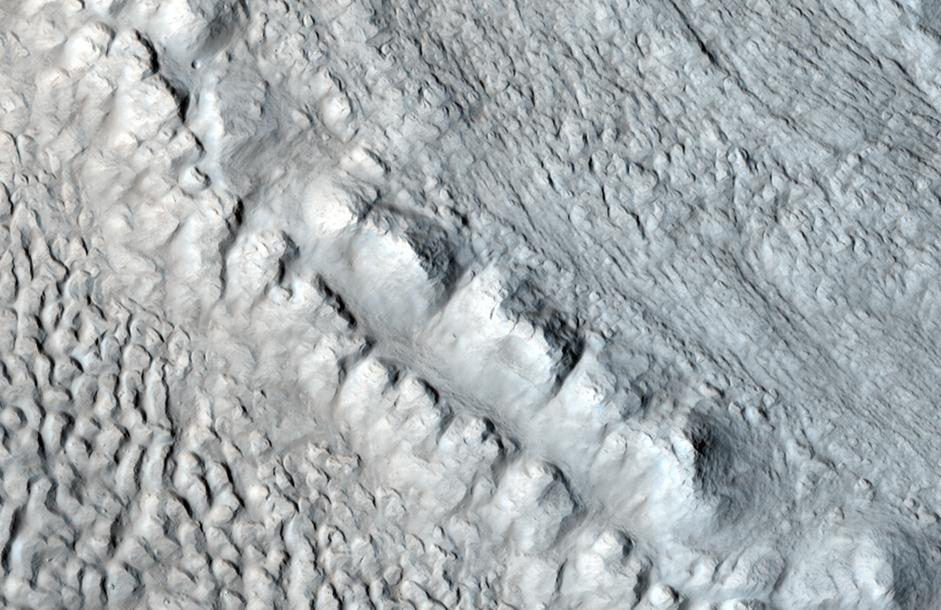
Ampliación del área en rectángulo de la imagen anterior. En la Tierra, la cresta se llamaría la morrena terminal de un glaciar alpino. Fotografía tomada por HiRISE y su programa HiWish
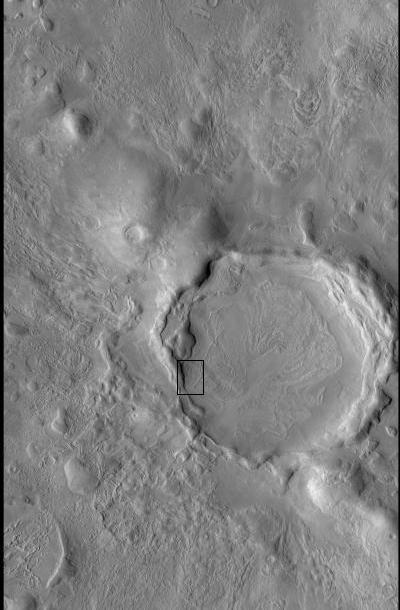
Imagen CTX en Protonilus Mensae, que muestra la ubicación de la siguiente imagen.
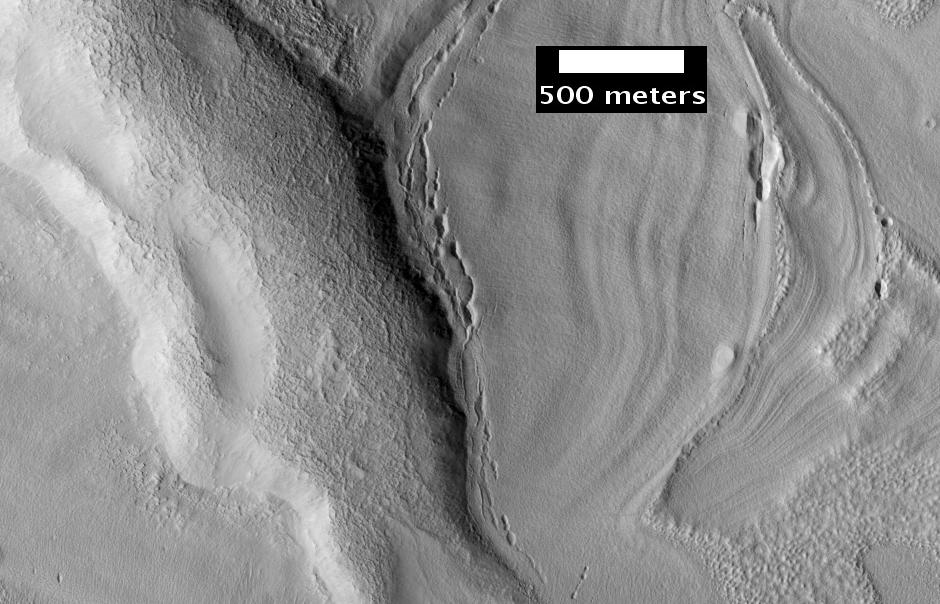
Fosas en Protonilus Mensae
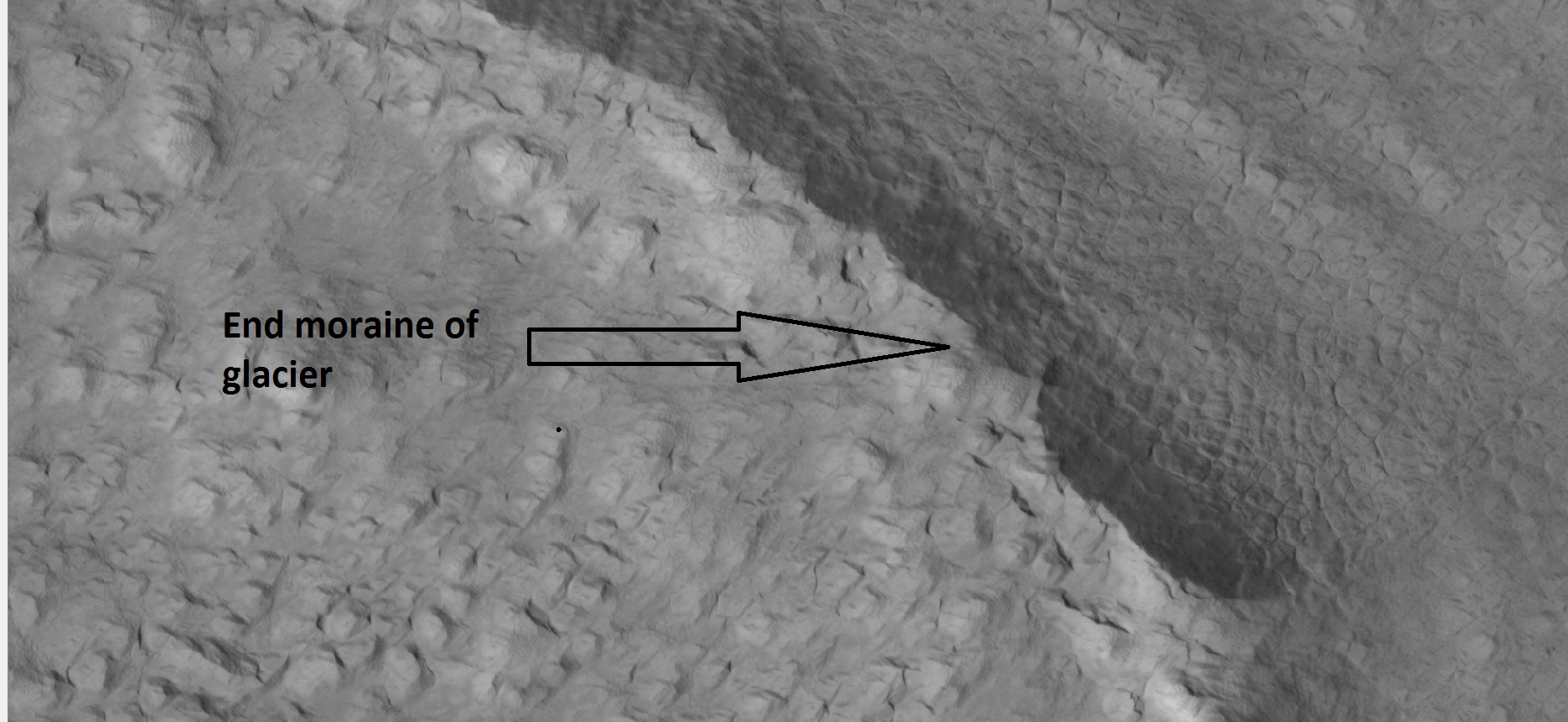
Extremo de un glaciar. La superficie a la derecha de la morrena final exhibe un patrón de suelo, que es común donde el agua subterránea se ha congelado.
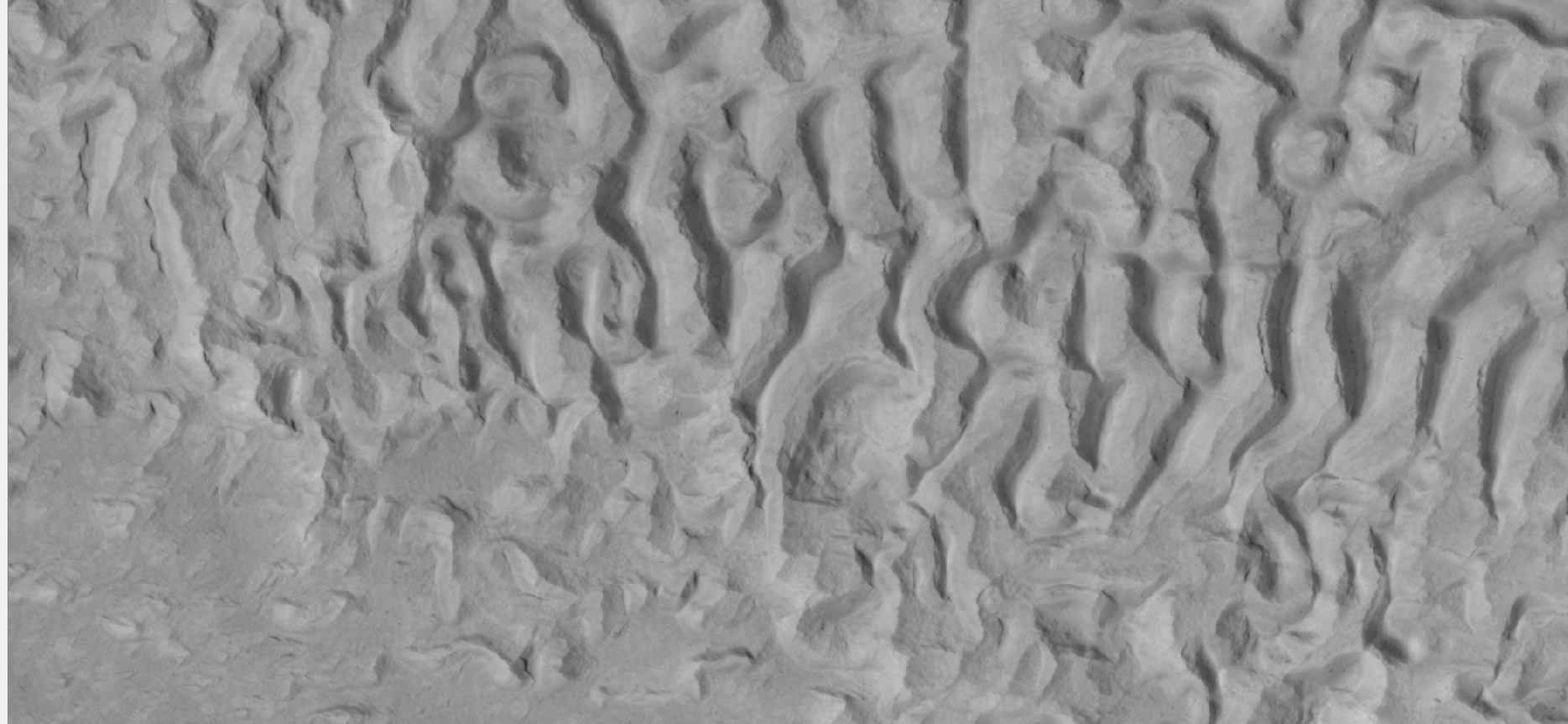
Formas superficiales en Ismenius Lacus
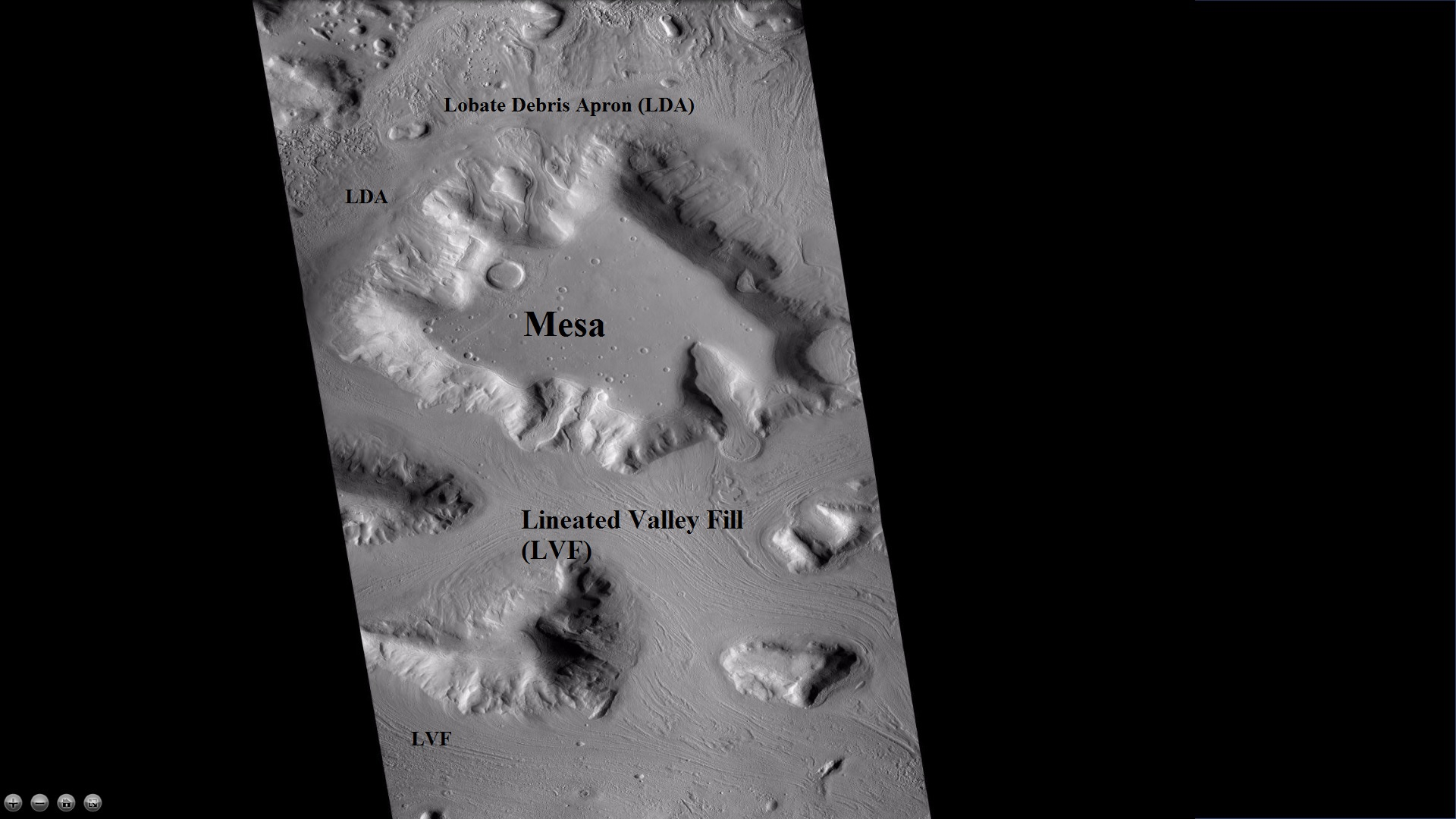
Amplia vista de CTX que muestra mesetas y lomas con delantales de escombros Lobate y relleno de valle alineado a su alrededor. La ubicación es el cuadrángulo de Ismenius Lacus.
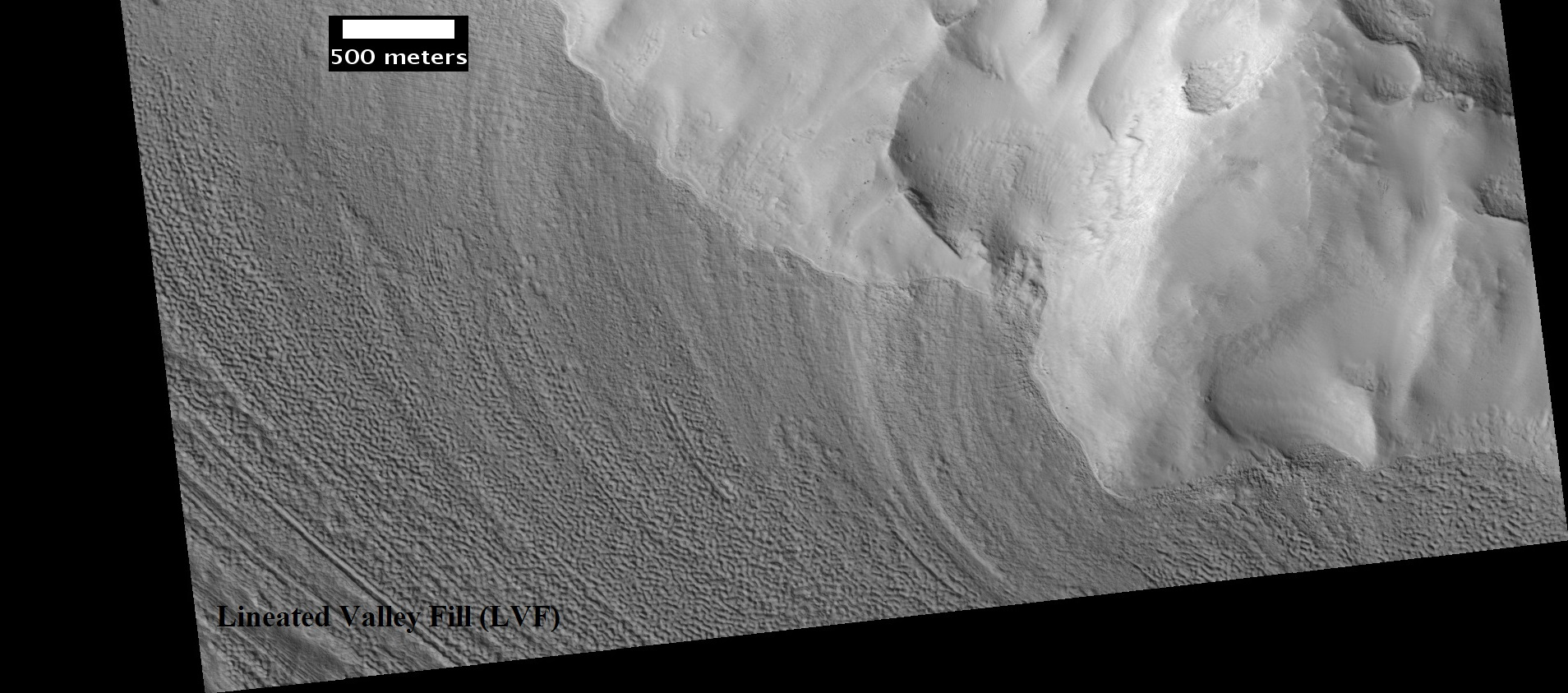
Primer plano del relleno de valle lineado (LVF), como lo ve HiRISE en el programa HiWish. Ampliación de la imagen anterior
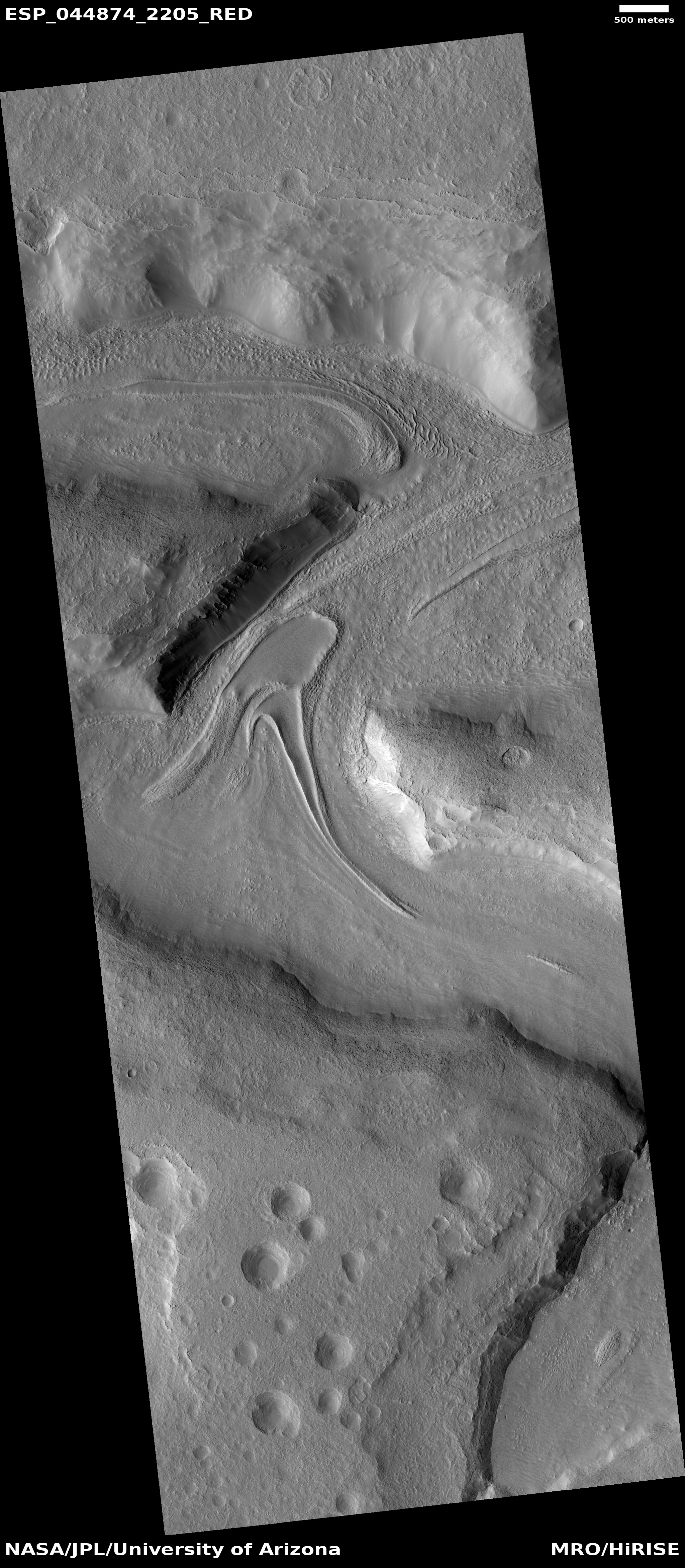
Glaciares moviéndose en dos valles diferentes